# Kütahya (1904)
Kütahya – turecki torpedowiec z początku XX wieku, jedna z siedmiu zbudowanych we Włoszech jednostek typu Antalya. Okręt został zwodowany w 1904 roku w stoczni Ansaldo w Genui, a w skład marynarki Imperium Osmańskiego wszedł 8 stycznia 1907 roku. Torpedowiec wziął udział w I wojnie bałkańskiej i I wojnie światowej, podczas której 13 września 1916 roku zatonął na Morzu Czarnym po wejściu na minę.

## Projekt i budowa
Siedem torpedowców typu Antalya zostało zamówionych przez Turcję we Włoszech w 1904 roku. Jednostki były niemal identyczne jak okręty typu Akhisar, różniąc się siłownią o większej mocy.
„Kütahya” zbudowana została w stoczni Ansaldo w Genui (numer stoczniowy 139). Stępkę okrętu położono w kwietniu 1904 roku i w tym samym roku został zwodowany . W 1905 roku przeprowadzono próby morskie, a 29 listopada 1906 roku torpedowiec został odebrany przez zamawiającego w Genui. Nazwę otrzymał od tureckiego miasta Kütahya.

## Dane taktyczno-techniczne
Okręt był torpedowcem z kadłubem wykonanym ze stali, podzielonym na dziewięć przedziałów wodoszczelnych. Długość całkowita wynosiła 51 metrów (50,5 metra między pionami) szerokość 5,7 metra i zanurzenie 1,4 metra. Wyporność normalna wynosiła 165 ton. Jednostka napędzana była przez dwie pionowe, trzycylindrowe maszyny parowe potrójnego rozprężania Ansaldo o łącznej mocy 2700 KM, do których parę dostarczały dwa kotły wodnorurkowe (także produkcji Ansaldo) . Prędkość maksymalna napędzanego dwoma śrubami okrętu wynosiła 26 węzłów. Okręt zabierał zapas 60 ton węgla .
Na uzbrojenie artyleryjskie jednostki składały się dwa pojedyncze działka kalibru 37 mm Hotchkiss QF L/20 z zapasem 250 nabojów . Broń torpedową stanowiły zamontowane na pokładzie (z przodu i tyłu sterówki dwie pojedyncze obracalne wyrzutnie kal. 450 mm, z łącznym zapasem czterech torped .
Załoga okrętu składała się z 4 oficerów i 26 podoficerów i marynarzy .

## Służba
„Kütahya” została wcielona w skład marynarki wojennej Imperium Osmańskiego 8 stycznia 1907 roku w Stambule . W maju 1909 roku torpedowiec wziął udział w pierwszych manewrach floty tureckiej na Morzu Marmara. 10 października 1912 roku, tuż po wybuchu I wojny bałkańskiej, okręt stacjonował w Bosforze, a od 16 października przebywał w stoczni Tersâne-i Âmire w Stambule. Od lipca do sierpnia 1914 roku okręty 1. dywizjonu torpedowców („Kütahya” wraz z siostrzanymi „Draç” i „Musul” oraz „Akhisar”) uczestniczyły w patrolowaniu zachodnich podejść do Dardaneli, zapuszczając się pod Imroz. 27 października 1914 roku, przed przystąpieniem Imperium Osmańskiego do I wojny światowej po stronie państw centralnych, okręt, którym dowodził kpt. mar. (tur. yüzbaşı) Kasimpasali Ibrahim Halil, nadal wchodził w skład 1. dywizjonu torpedowców.
26 kwietnia 1915 roku nieopodal Çanakkale torpedowiec eskortował pancernik „Barbaros Hayreddin”, który został zaatakowany torpedą wystrzeloną przez australijski okręt podwodny HMAS AE2. Torpeda okazała się niecelna, a „Kütahya” zmusił przeciwnika do zejścia na głębokość 30 metrów i ucieczki z Dardaneli. 18 czerwca okręt stał się celem ataku brytyjskiego okrętu podwodnego HMS E14, jednak torpeda przeszła przed dziobem torpedowca. 29 czerwca w pobliżu miasta Erdek HMS E14 powtórnie obrał za cel „Kütahyę”, jednak i tym razem atak nie przyniósł skutku. W 1915 roku na torpedowcu dokonano modyfikacji uzbrojenia: zdemontowano jedną wyrzutnię kal. 450 mm, instalując w zamian działo kalibru 57 mm SK C/99 L/45, z zapasem 100 nabojów . Załoga okrętu liczyła w tym czasie czterech Niemców i 39 Turków.
Po postawieniu w sierpniu 1916 roku przez Rosjan dużej ilości min morskich u wejścia do Bosforu, prócz trałowców do likwidacji zagrożenia zostały przystosowane również torpedowce i niszczyciele „Kütahya”, „Draç”, „Musul”, „Yunus”, „Samsun” oraz kanonierka „Malatya” (typu Taşköprü). 12 września, uczestnicząc w pracach trałowych razem z „Musulem” i „Yunusem”, „Kütahya” weszła na minę nieopodal Karaburun, doznając uszkodzeń. Torpedowiec został wzięty na hol, jednak zaczął nabierać wody i ostatecznie zatonął 13 września na wschód od Bosforu ze stratą trzech członków załogi.